# Корділ (Джорджія)
Корділ (англ. Cordele) — місто (англ. city) в США, в окрузі Крісп штату Джорджія. Населення — 10 220 осіб (2020).

## Географія
Корділ розташований за координатами 31°57′22″ пн. ш. 83°46′12″ зх. д. / 31.95611° пн. ш. 83.77000° зх. д. (31.956090, -83.770077).  За даними Бюро перепису населення США в 2010 році місто мало площу 26,48 км², з яких 26,26 км² — суходіл та 0,22 км² — водойми.

## Демографія
Згідно з переписом 2010 року, у місті мешкало 11 147 осіб у 4264 домогосподарствах у складі 2763 родин. Густота населення становила 421 особа/км².  Було 4898 помешкань (185/км²).
Расовий склад населення:
| - 66,6 % — чорних або афроамериканців - 29,0 % — білих - 1,3 % — азіатів - 0,1 % — корінних американців - 2,0 % — осіб інших рас |

До двох чи більше рас належало 1,1 %. Частка іспаномовних становила 3,3 % від усіх жителів.
За віковим діапазоном населення розподілялося таким чином: 30,0 % — особи молодші 18 років, 56,5 % — особи у віці 18—64 років, 13,5 % — особи у віці 65 років та старші. Медіана віку мешканця становила 32,9 року. На 100 осіб жіночої статі у місті припадало 81,4 чоловіків;  на 100 жінок у віці від 18 років та старших — 73,9 чоловіків також старших 18 років.
Середній дохід на одне домашнє господарство  становив 39 178 доларів США (медіана — 22 417), а середній дохід на одну сім'ю — 46 134 долари (медіана — 27 047). Медіана доходів становила 33 263 долари для чоловіків та 26 266 доларів для жінок. За межею бідності перебувало 48,7 % осіб, у тому числі 64,0 % дітей у віці до 18 років та 25,1 % осіб у віці 65 років та старших.
Цивільне працевлаштоване населення становило 3566 осіб. Основні галузі зайнятості: освіта, охорона здоров'я та соціальна допомога — 28,2 %, роздрібна торгівля — 14,2 %, виробництво — 10,7 %, мистецтво, розваги та відпочинок — 10,2 %.